# Campeonato Asiático de Atletismo de 2011 - Lançamento de martelo masculino
A prova do Lançamento de martelo masculino do Campeonato Asiático de Atletismo de 2011 foi disputada no dia 9 de julho de 2011 no Kobe Universiade Memorial Stadium em Kobe,  no Japão. 

## Recordes
Antes desta competição, os recordes mundiais e do campeonato nesta prova eram os seguintes:
|                       | Nome           | Nacionalidade   | Distância | Local     | Data                 |
| --------------------- | -------------- | --------------- | --------- | --------- | -------------------- |
| Recorde mundial       | Yuriy Sedykh   | União Soviética | 86m 74cm  | Estugarda | 30 de agosto de 1986 |
| Recorde do campeonato | Koji Murofushi | Japão           | 80m 45cm  | Colombo   | 10 de agosto de 2002 |
| Recorde asiático      | Koji Murofushi | Japão           | 84m 86cm  | Praga     | 29 de junho de 2003  |

## Medalhistas
| Ouro              | Prata                 | Bronze            |
| Ali Zenkawi (KUW) | Hiroshi Noguchi (JPN) | Hiroaki Doi (JPN) |

## Cronograma
Todos os horários são locais (UTC+9).
| Data       | Hora  | Evento |
| ---------- | ----- | ------ |
| 9 de julho | 18:30 | Final  |

## Final
A final da prova ocorreu dia 9 de julho às 18:30. 
| Posição           | Atleta                | Nacionalidade  | #1    | #2    | #3    | #4    | #5    | #6    | Resultados | Notas |
| ----------------- | --------------------- | -------------- | ----- | ----- | ----- | ----- | ----- | ----- | ---------- | ----- |
| Medalha de ouro   | Ali Zenkawi           | Kuwait         | 72.58 | 73.45 | 72.97 | 70.19 | 73.73 | x     | 73.73      |       |
| Medalha de prata  | Hiroshi Noguchi       | Japão          | 65.10 | x     | x     | x     | 69.04 | 70.89 | 70.89      |       |
| Medalha de bronze | Hiroaki Doi           | Japão          | 68.52 | 68.52 | 70.69 | x     | x     | x     | 70.69      |       |
| 4                 | Kaveh Mousavi         | Irão           | 67.10 | x     | x     | x     | 66.36 | 68.88 | 68.88      |       |
| 5                 | Lee Yun-Chul          | Coreia do Sul  | 64.39 | 64.83 | 65.02 | 66.38 | 66.61 | 67.97 | 67.97      |       |
| 6                 | R. Moghadam Kord Maha | Irão           | 63.92 | 65.86 | 64.24 | 64.51 | 65.78 | 64.10 | 65.86      |       |
| 7                 | Amanmurad Hommadov    | Turquemenistão | 62.70 | 64.15 | 65.09 | x     | x     | 65.38 | 65.38      |       |
| 8                 | Alisher Eshbekov      | Tajiquistão    | 59.53 | 58.47 | 61.03 | 59.60 | 60.70 | 60.28 | 61.03      |       |
| 9                 | Arniel Ferrera        | Filipinas      | 56.55 | 56.95 | 59.25 |       |       |       | 59.25      |       |
| 10                | Suhrob Khojaev        | Uzbequistão    | x     | x     | 58.50 |       |       |       | 58.50      |       |
| 11                | J.S.C. Wong           | Malásia        | 52.97 | 50.63 | x     |       |       |       | 52.97      |       |

Legenda
| Recorde mundial       | Recorde mundial (World record)               |                       | Recorde africano                      | Recorde africano (African) |                                           | Q | Classificado por posição (Qualified) |
| Recorde do campeonato | Recorde do campeonato (Championship record)  | Recorde da América    | Recorde da América (Americas)         | q                          | Classificado por melhor tempo (Qualified) |   |                                      |
| Melhor marca do ano   | Melhor marca do ano (World leading)          | Recorde asiático      | Recorde asiático (Asian)              | DNS                        | Não largou (Did not start)                |   |                                      |
| Recorde nacional      | Recorde nacional (National record)           | Recorde europeu       | Recorde europeu (European)            | DNF                        | Não terminou (Did not finish)             |   |                                      |
| Recorde pessoal       | Recorde pessoal do atleta (Personal best)    | Recorde da Oceania    | Recorde da Oceania (Oceania)          | DSQ / DQ                   | Desclassificado (Disqualified)            |   |                                      |
| Recorde da temporada  | Recorde da temporada do atleta (Season best) | Recorde sul-americano | Recorde sul-americano (South America) | NM                         | Sem marca (No mark)                       |   |                                      |